# Jaswantnagar
Jaswantnagar är en ort i Indien.   Den ligger i distriktet Etāwah och delstaten Uttar Pradesh, i den centrala delen av landet, 260 km sydost om huvudstaden New Delhi. Jaswantnagar ligger 158 meter över havet och antalet invånare är 27 777.
Terrängen runt Jaswantnagar är mycket platt. Runt Jaswantnagar är det tätbefolkat, med 709 invånare per kvadratkilometer. Närmaste större samhälle är Etawah, 16,7 km sydost om Jaswantnagar. Trakten runt Jaswantnagar består till största delen av jordbruksmark.